# KASE Index
Der KASE Index ist ein Aktienindex an der Kasachischen Börse, der die größten kasachischen Unternehmen abbildet.
Im Index sind vor allem der Finanzsektor – drei der sieben größten Indexmitglieder sind Finanzunternehmen – und rohstofffördernde Unternehmen vertreten.

## Unternehmen im KASE Index
Der KASE Index setzt sich aus folgenden Unternehmen zusammen (Stand: 31. Dezember 2024):
| Unternehmen       | Branche                | Logo | Indexgewichtung (%) |
| ----------------- | ---------------------- | ---- | ------------------- |
| Air Astana        | Fluggesellschaft       |      | 7,2                 |
| Bank CenterCredit | Finanzdienstleistungen |      | 9,9                 |
| Halyk Bank        | Finanzdienstleistungen |      | 16,4                |
| Kaspi.kz          | Internet, Bank         |      | 13,5                |
| KazakhTelecom     | Telekomdienstleister   |      | 5,3                 |
| Kazatomprom       | Bergbau                |      | 14,9                |
| KazMunayGas       | Öl & Gas               |      | 13,1                |
| KazTransOil       | Rohstoffe              |      | 1,9                 |
| Kcell             | Telekomdienstleister   |      | 14,0                |
| KEGOC             | Energieversorgung      |      | 3,8                 |